# Edi Gathegi
Edi Mue Gathegi (Nairobi, Kenya, 1979. március 10. –) kenyai-amerikai színész.

## Filmográfia

### Film
| Év   | Magyar cím                    | Eredeti cím                 | Szerep                           | Magyar hang     |
| ---- | ----------------------------- | --------------------------- | -------------------------------- | --------------- |
| 2006 | Crank – Felpörögve            | Crank                       | haiti taxis                      | Kisfalusi Lehel |
| 2007 | Hideg nyomon                  | Gone Baby Gone              | Cheese                           | Galambos Péter  |
| 2007 |                               | The Fifth Patient           | Darudi                           |                 |
| 2007 | Halálos ítélet                | Death Sentence              | Bodie                            | Szokol Péter    |
| 2008 | Alkonyat                      | Twilight                    | Laurent                          | Simon Kornél    |
| 2009 | Alkonyat – Újhold             | The Twilight Saga: New Moon | Laurent                          | Simon Kornél    |
| 2009 | Véres Valentin 3D             | My Bloody Valentine: 3D     | Martin seriffhelyettes           | Simonyi Balázs  |
| 2010 |                               | This Is Not a Movie         | Jimmy szelleme                   |                 |
| 2011 | X-Men: Az elsők               | X-Men: First Class          | Armando Muñoz / Darwin           | Rajkai Zoltán   |
| 2011 | Atlasz megremegett – 1. rész  | Atlas Shrugged: Part I      | Eddie Willers                    | Kisfalusi Lehel |
| 2014 | Vérző szív                    | Bleeding Heart              | Dex                              | Kisfalusi Lehel |
| 2015 |                               | This Isn't Funny            | Ryan                             |                 |
| 2015 | Aloha                         | Aloha                       | Curtis alezredes                 |                 |
| 2015 | Bűnös utakon                  | Criminal Activities         | Marques                          |                 |
| 2016 |                               | The Watcher                 | Noah                             |                 |
| 2018 |                               | Pimp                        | Kenny Wayne                      |                 |
| 2018 |                               | Better Start Running        | Fitz Paradise                    |                 |
| 2019 |                               | Princess of the Row         | Beaumont "Bo" Willis             |                 |
| 2020 | Az utolsó akarat              | The Last Thing He Wanted    | Jones                            | Crespo Rodrigo  |
| 2021 |                               | Caged                       | Harlow Reid                      |                 |
| 2021 | A vadnyugat törvényei szerint | The Harder They Fall        | Bill Pickett                     | Crespo Rodrigo  |
| 2023 |                               | Aporia                      | Mal                              |                 |
| 2025 | Superman                      | Superman                    | Michael Holt / Miszter Tökéletes | Patkós Márton   |

### Televízió
| Év        | Magyar cím                | Eredeti cím                    | Szerep                       | Megjegyzések                                   |
| --------- | ------------------------- | ------------------------------ | ---------------------------- | ---------------------------------------------- |
| 2007      | Doktor House              | House M.D.                     | Dr. Jeffrey Cole             | visszatérő szereplő (7 epizód)                 |
| 2007      |                           | Lincoln Heights                | Boa                          | 3 epizód                                       |
| 2007      | Veronica Mars             | Veronica Mars                  | Zeke Molinda                 | 1 epizód                                       |
| 2008      | CSI: Miami helyszínelők   | CSI: Miami                     | Freddie Mays                 | 1 epizód (Csőlátás)                            |
| 2008      |                           | Life on Mars                   | Fletcher Bellow              | 1 epizód                                       |
| 2008      | CSI: A helyszínelők       | CSI: Crime Scene Investigation | vékony fickó                 | 1 epizód (Ne törődj a többivel)                |
| 2009      |                           | Operating Instructions         | Charlie Cole                 | tévéfilm                                       |
| 2011      | Nikita                    | Nikita                         | Kalume Ungara                | 1 epizód                                       |
| 2012      | Phineas és Ferb           | Phineas and Ferb               | Iggy (hangja) / egyéb hangok | 2 epizód                                       |
| 2013      |                           | Family Tools                   | Darren Poynton               | főszereplő (10 epizód)                         |
| 2013      | A szépség és a szörnyeteg | Beauty and the Beast           | Kyle                         | 3 epizód                                       |
| 2013      | Vörös özvegy              | Red Widow                      | Leon                         | 3 epizód                                       |
| 2014      | A törvény embere          | Justified                      | Jean Baptiste                | 4 epizód                                       |
| 2014      |                           | Wild Card                      | Tres                         | eladatlan próbaepizód                          |
| 2015      |                           | Proof                          | Zed                          | főszereplő (10 epizód)                         |
| 2015      |                           | Into the Badlands              | Jacobee                      | 2 epizód                                       |
| 2015–2016 | Feketelista               | The Blacklist                  | Matias Solomon               | visszatérő szereplő (13 epizód)                |
| 2016–2018 | StartUp                   | StartUp                        | Ronald Dacey                 | főszereplő (30 epizód) magyar hangja Pál Tamás |
| 2017      | Feketelista: Megváltás    | The Blacklist: Redemption      | Matias Solomon               | főszereplő (8 epizód)                          |
| 2019–2020 |                           | Briarpatch                     | Singe                        | főszereplő (10 epizód)                         |
| 2022–     | For All Mankind           | For All Mankind                | Dev Ayesa                    | főszereplő (3. évadtól)                        |